# STS-41-C
STS-41-С — космічний політ БТКК «Челленджер» за програмою «Спейс Шаттл». Запуск відбувся 6 квітня 1984 року, а приземлення — 13 квітня. STS-41-C була одинадцятою місією за програмою «Спейс Шаттл» та п'ятою місією «Челленджера». Спершу назва місії була STS-13.

## Екіпаж

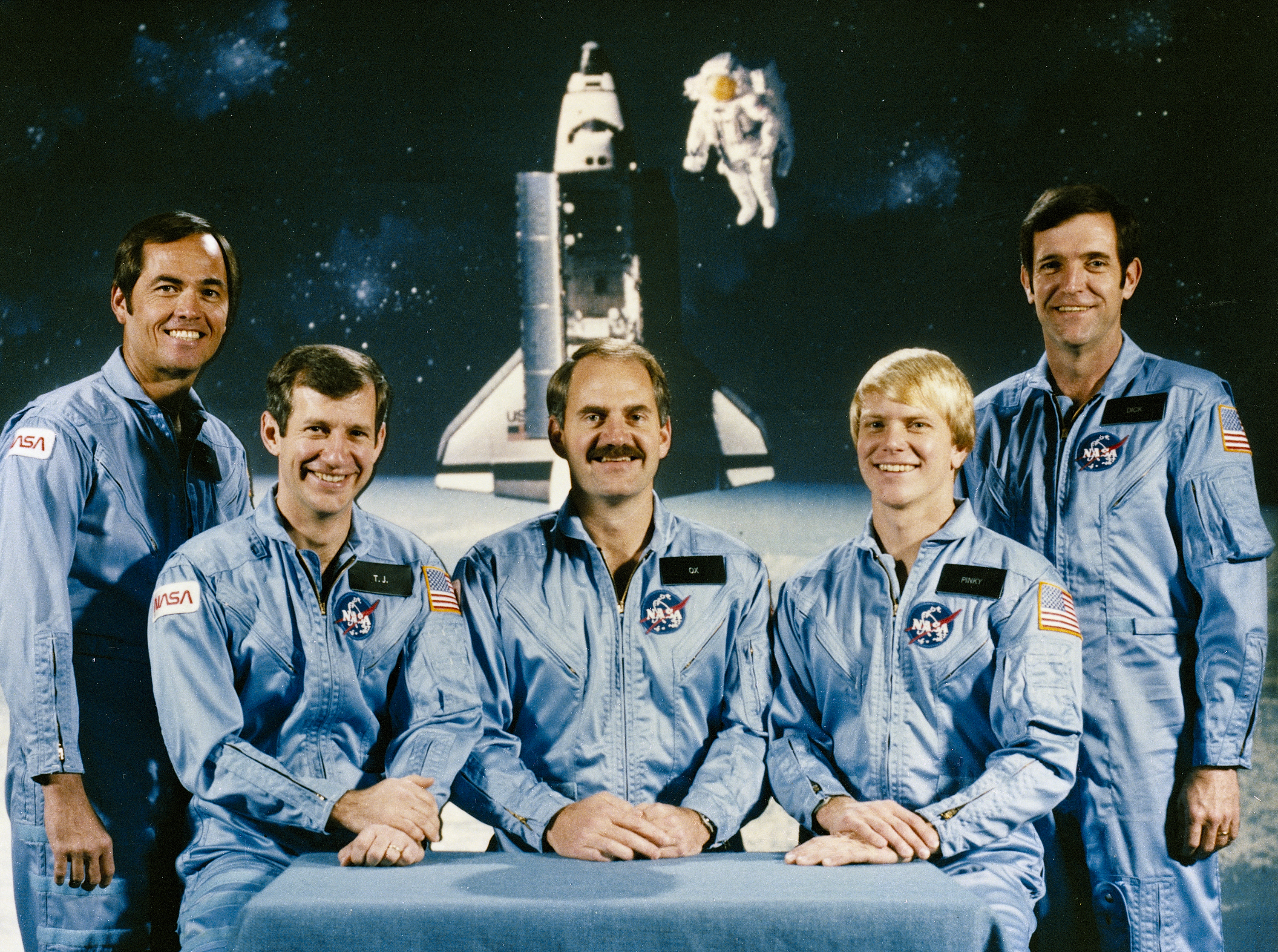
Екіпаж STS-41-C: Зліва направо: Кріппен, Харт, ван Хофтен, Нельсон, Скобі

- (НАСА) Роберт Кріппен (англ. Robert Crippen)(3) — командир.
- (НАСА) Френсіс Скобі[en] (1) — пілот.
- (НАСА) Джордж Драйвер Нельсон[en] (1) — фахівець за програмою польоту.
- (НАСА) Джеймс ван Хофтен (1) — фахівець за програмою польоту.
- (НАСА) Террі Гарт (1) — фахівець за програмою польоту.

## Параметри місії
- Маса:
  - під час зльоту: 115 328 кг
  - під час посадки: 89 346 кг
  - корисне навантаження: 25 981 кг

### Виходи у відкритий космос
- Вихід 1 —  Нельсон та ван Хофтен
- Початок: 8 квітня 1984 року — 14:18 UTC
- Кінець: 8 квітня 1984 року — 16:56 UTC
- Тривалість: 2 години 38 хвилин

- Вихід 2 —  Нельсон та ван Хофтен
- Початок: 11 квітня 1984 року — 08:58 UTC
- Кінець: 11 квітня 1984 року — 15:42 UTC
- Тривалість: 6 годин 44 хвилини

## Галерея

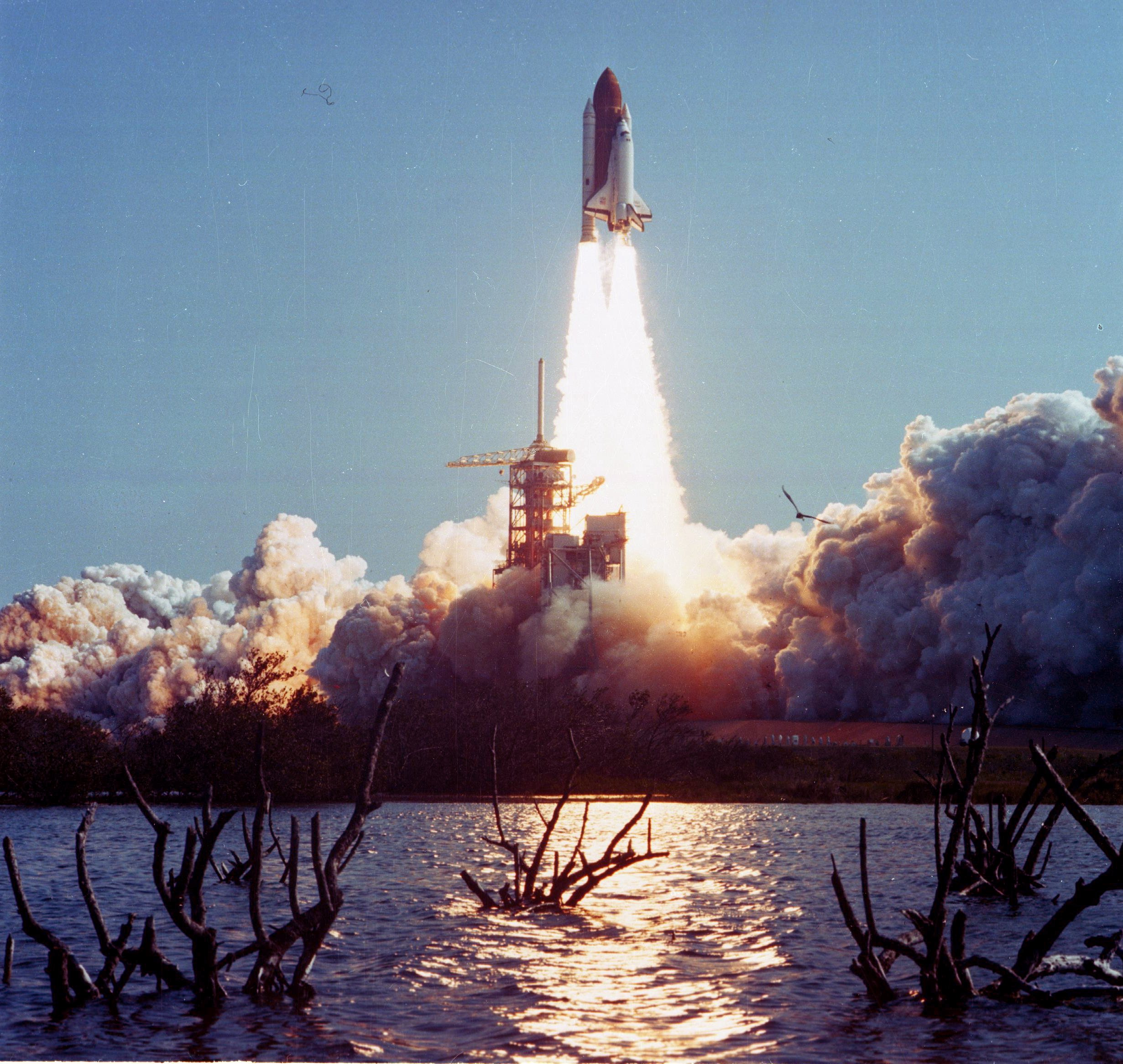
Запуск STS-41-C 6 квітня 1984.
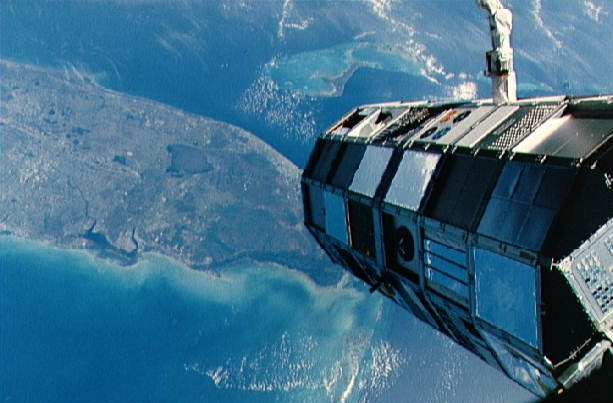
Розгортання «Апарата для довготривалої експозиції» (LDEF), який став важливим джерелом інформації про засміченість космічного простору дрібними частками.
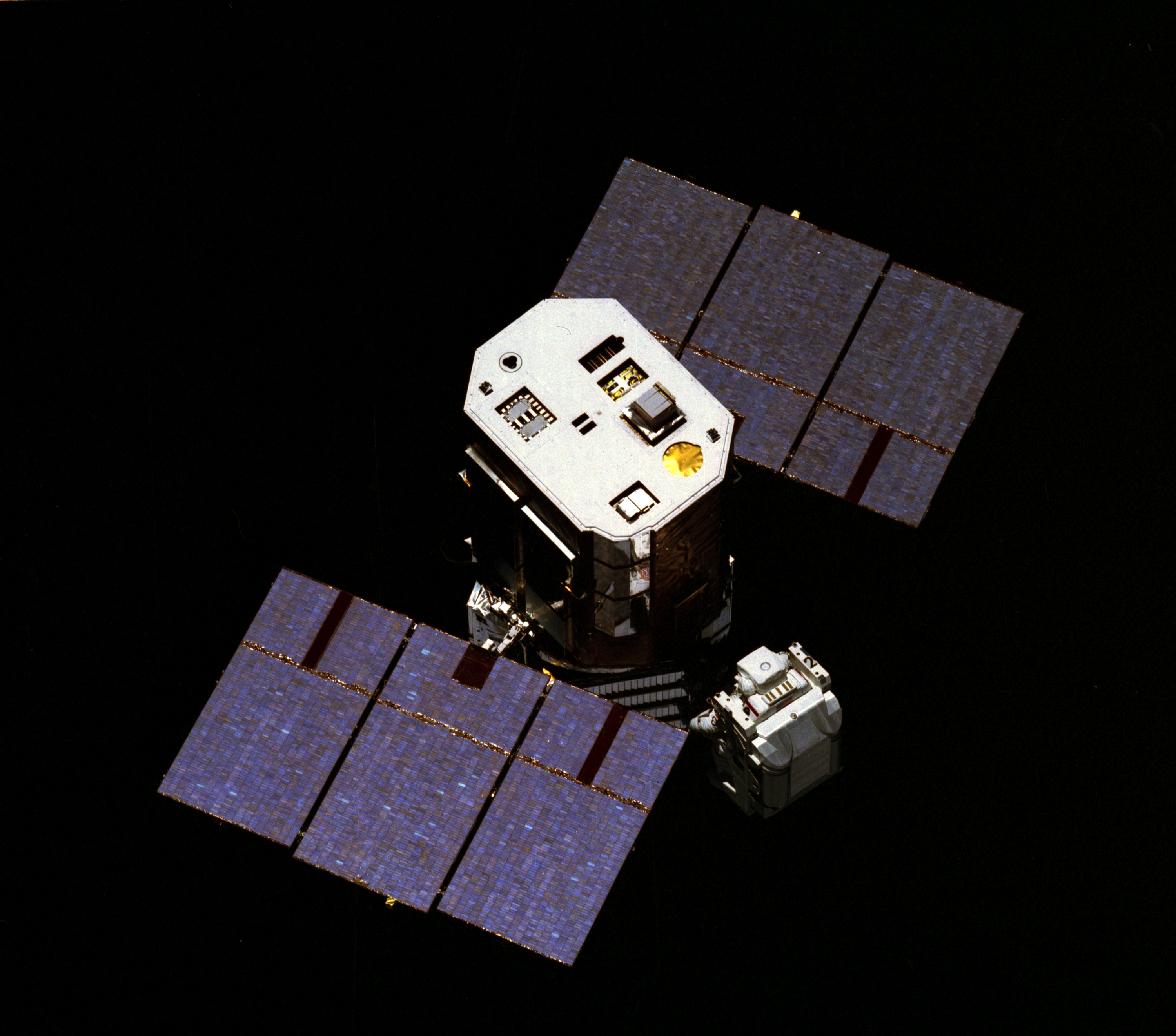
Джордж Нельсон намагається захопити супутник «Solar Maximum Mission».
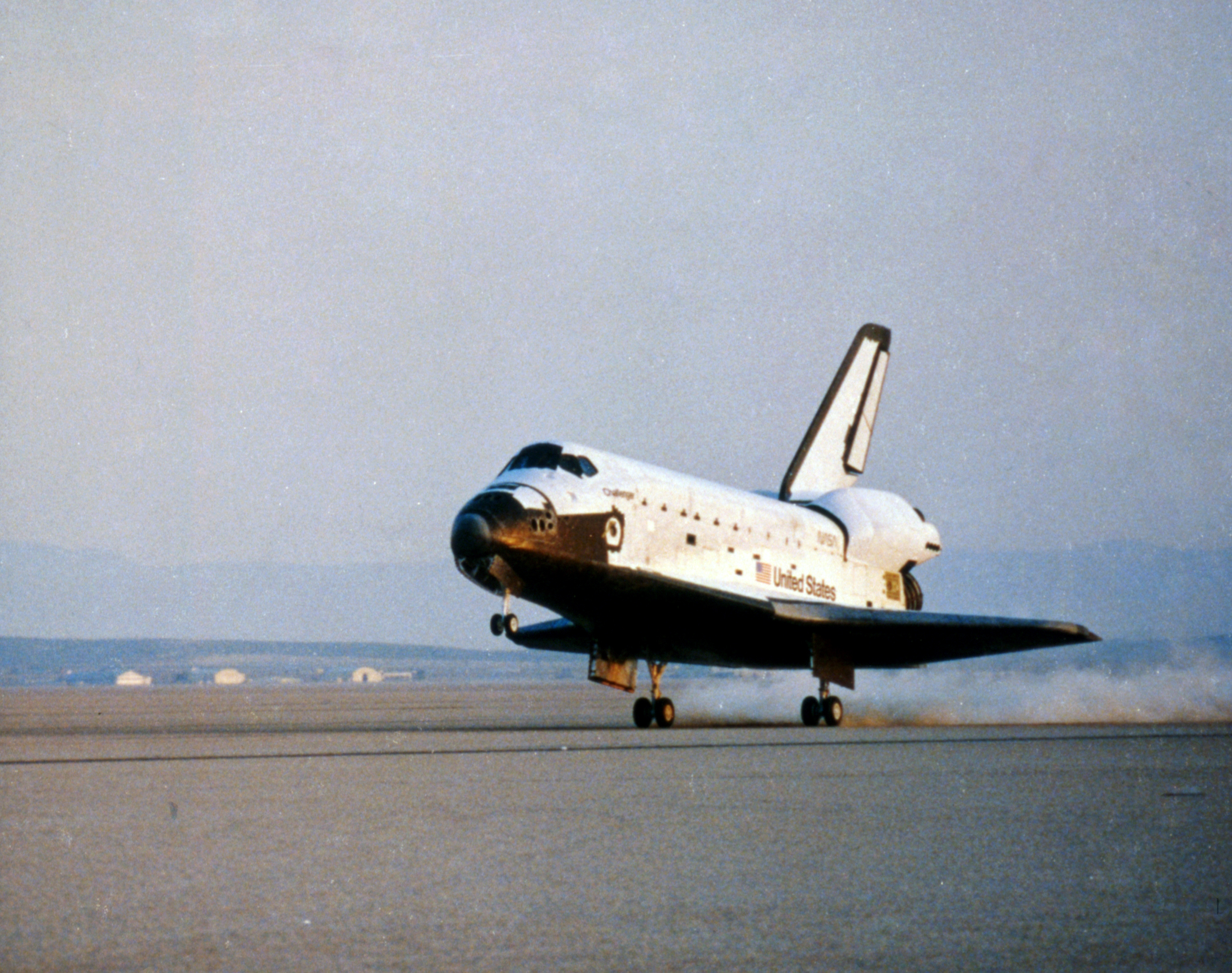
STS-41-C приземляється на злітно-посадочній смузі 17 бази ВПС Едвардс, 13 квітня 1984 року.